# Alain Anselin
Pour les articles homonymes, voir Anselin.
Alain Anselin est un anthropologue et égyptologue antillais, né le 20 juin 1943 à Grandvilliers (Oise) et mort le 16 mai 2019 aux Abymes, Guadeloupe.
Une part importante de son œuvre se rapporte à l’anthropologie antillaise et africaine. Ultérieurement, disciple du Sénégalais Cheikh Anta Diop, il rédige une œuvre égyptologique originale, marquée par ses recherches sur les origines africaines de la langue égyptienne.

## Travaux d'Égyptologie
Alain Anselin est l'un des disciples de Cheikh Anta Diop, défendant comme son aîné l'origine égyptienne des civilisations de l'Afrique Noire et la pleine appartenance de la civilisation pharaonique au Monde Noir de l'Afrique. Il recherche et défend l'origine africaine des hiéroglyphes égyptiens dont nombre sont comparés par lui à des "photographies" de la flore et de la faune de l'Afrique sub-saharienne.
Anselin étudie également la langue peule, dont il compare la structure à celles des populations nilotiques.

## Anselin et Cheikh Anta Diop
Alain Anselin disait de Cheikh Anta Diop : 
« Cheikh Anta Diop rendit l'Égypte à l'Afrique et l'Afrique à l'histoire, rupture épistémologique préparée, de Thomas Blyden aux États-Unis à Anthénor Firmin en Haïti, par mille travaux souvent mal argumentés mais ébranlant la vieille problématique coloniale qui sous-tendait l'herméneutique classique de l'égyptologie, l'interprétation des historiens et la formation des esprits. Ces travaux avaient le même défaut, quand bien même ils s'évertuaient à rendre à l'Afrique son histoire et l'Égypte : la méconnaissance de la langue des Égyptiens et de leur écriture. En fondant son travail sur ce domaine nouveau, Cheikh Anta Diop fit sauter le mur idéologique qui avait fini par séparer l'étude de l'Afrique de l'étude de l'Égypte : à la fois en faisant reconnaître la fécondité scientifique de son approche par les égyptologues au Colloque du Caire organisé par l'UNESCO en 1974 [...] et en devenant, armé de cette heuristique nouvelle, le premier scientifique africain moderne à étudier l'Égypte et à en renouveler l'intelligence. »
À la fin de sa vie, Cheikh Anta Diop déclarait, de son côté, en parlant d’Alain Anselin : « Mon vrai successeur vit de l'autre côté de l'Atlantique et c'est un Antillais. Un Mulâtre... ».

## Hommage à Alain Anselin
« Alain Anselin était un homme et un chercheur d’envergure internationale, reconnu par les plus grands égyptologues et par tous ceux qui avaient compris l’intérêt capital de son travail qui a permis que soit démontrée l’origine négro-africaine des hiéroglyphes égyptiens !
L’œuvre énorme d’Alain Asselin est à la fois une production scientifique majeure, développée notamment dans le cadre du GEREC et de ses /Cahiers caribéens d’égyptologie/ et la reconnaissance d’une histoire ô combien importante pour tous les Africains et Afro-descendants... et toutes les femmes et hommes du monde. Ses stimulantes connaissances des langues de l’Afrique de l’Ouest sont à  rappeler également.
Grâce à Alain Asselin les étudiants de l’UAG ont eu pu être formés pendant de très nombreuses années à l’égyptologie et aux langues du monde. Notre campus en a été enrichi et singulièrement les étudiants de la Faculté des Lettres et Sciences Humaines ainsi que tous ceux qui ont eu la chance de pouvoir côtoyer ce savant discret.
Merci Alain Asselin pour cette démonstration de dignité pour nous tous, femmes et hommes des Antilles et du monde. Merci Alain Asselin d’avoir fait rayonner la Martinique et la Guadeloupe, si chères en ton cœur. Que ta voix/voie d’harmonie martinico-guadeloupéenne et tout simplement humaine ne soit pas oubliée. »

— Hommage de la Doyenne Cécile Bertin-Élisabeth à l’Université des Antilles lors de sa disparition, le 18 mai 2019

## Publications
- L'Émigration antillaise en France. La troisième île Éditions Anthropos 1979.
- La Question peule et l'histoire des égyptes ouest-africaines Éditions Karthala 1981.
- L'Oreille et la cuisse. Essais sur l'invention de l'écriture hiéroglyphique égyptienne Éditions Meinabuc 1989, Éditions Tyanaba 1999.
- Le Mythe d'Europe. De l'Indus à la Crète Éditions Anthropos 1991
- Samba. Sb3yt Unirag 1992
- Anamnèses Éléments d’une grammaire du verbe, du geste et du corps en égyptien ancien et dans les langues négro-africaines modernes Éditions Unirag 1993
- La Cruche et le tilapia, une lecture africaine de l'Égypte nagadéenne Éditions Unirag 1996
- Le Refus de l'esclavitude. Résistances africaines à la traite négrière Éditions Duboiris 2009